# Häftlingsvereinigung

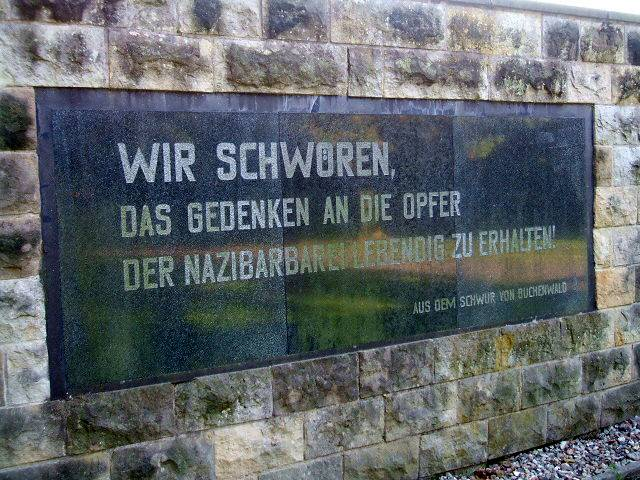
Erinnerung auf dem Stralsunder Zentralfriedhof

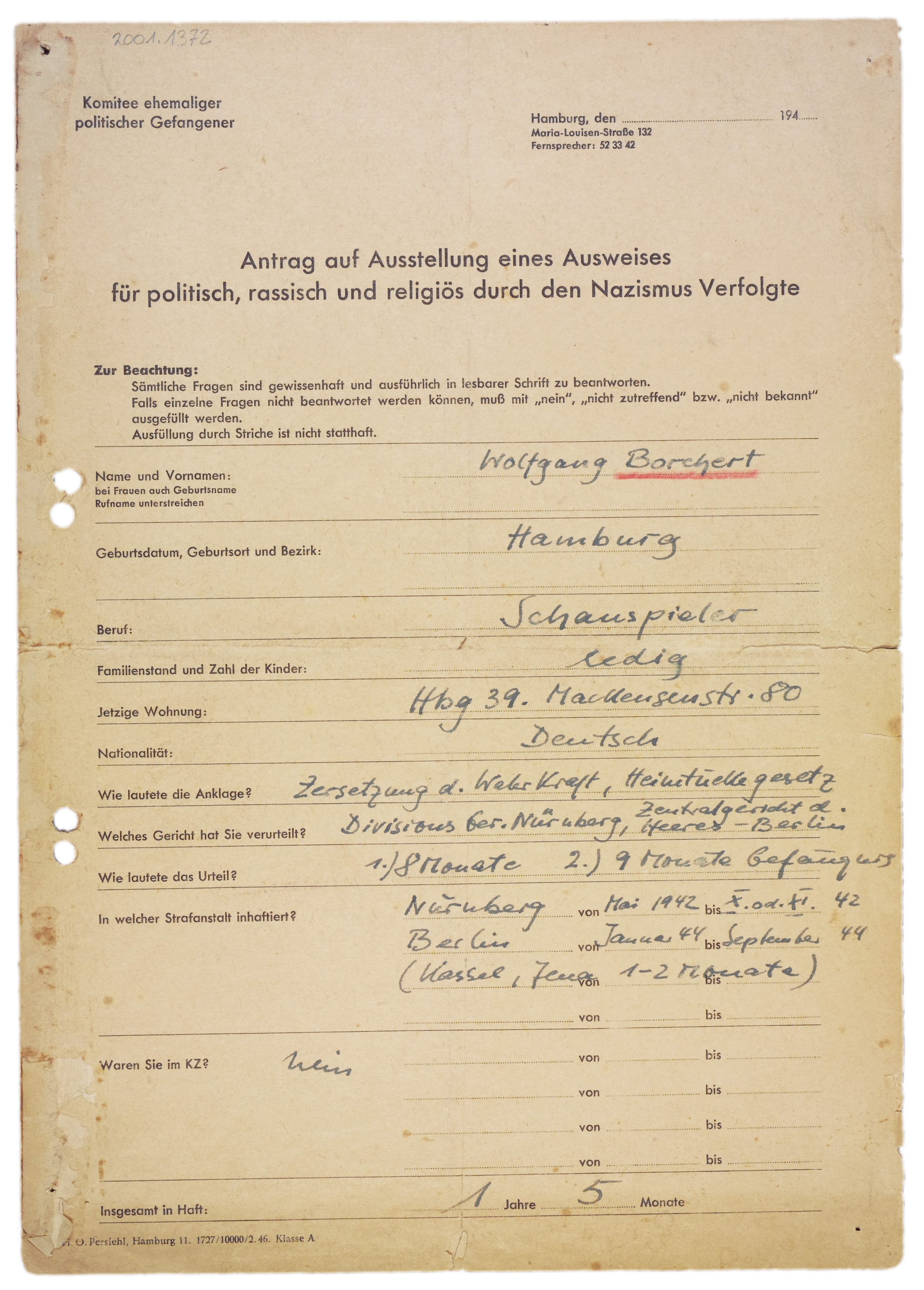
Wolfgang Borchert stellt 1946 einen Antrag auf einen Ausweis

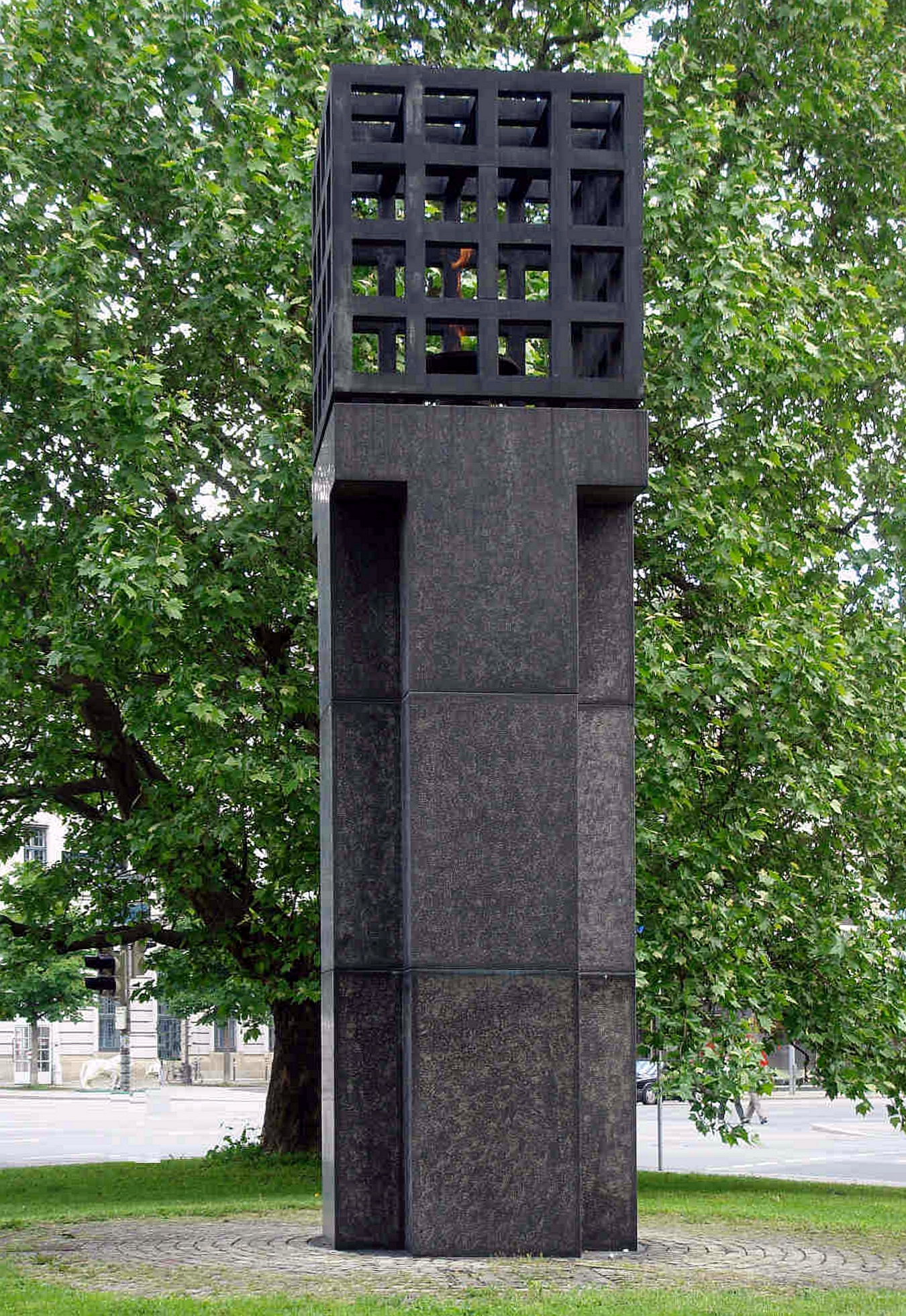
Das Denkmal von A. Sobeck, 1985, München, Stadtbezirk Altstadt-Lehel

Häftlingsvereinigungen gibt es unter dem Namen des jeweiligen Konzentrationslagers als Komitee oder als Amicale (französisch: Freundeskreis) an vielen Orten nach der Befreiung der Konzentrationslager des nationalsozialistischen Deutschlands 1945. Meistens organisierten sich die Gefangenen mit einer Muttersprache als Teil der Befreiten, als Nationalkomitee. Solche Häftlingsvereinigungen gab es auch an den Orten ehemaliger Zwangsarbeitslager. In den 1950er Jahren, bevor der Begriff der Erinnerungskultur aufkam, verstand man in Westdeutschland und Österreich unter Vergangenheitsbewältigung im gebräuchlichsten Sinne die Verdrängung der Ereignisse in der Zeit des Nationalsozialismus und speziell des Holocaust. Die Wirkung der Häftlingsvereinigungen ging über weite Strecken nicht über den Kreis ihrer Mitglieder hinaus.

## Die Befreiung der Lager
Die meisten Zwangsarbeits- und Konzentrationslager wurden ab Januar 1945 durch die Alliierten befreit. Sie gaben den befreiten Häftlingen neben der medizinischen und Versorgung mit Nahrungsmitteln meist auch das Recht, ihren weiteren Verbleib bis zur Rückführung in die Heimatländer selbst zu organisieren. So entstanden viele Lagerkomitees, die zunächst die Aufgaben des Überlebens in einem besiegten Land der Wächter und der gegnerischen Wehrmacht zu bewältigen hatten. Nirgends wurden sie von der deutschen Bevölkerung begrüßt. Nur an wenigen Orten konnten die Befreiten Verantwortlicher für ihre Haftbedingungen habhaft werden. Die SS-Angehörigen hatten sich in der Regel vor dem Eintreffen der Siegermächte zurückgezogen.

## Verschiedene Komitees, Amicales europaweit

### Internationales Auschwitz Komitee
Das Internationale Auschwitzkomitee wurde 1952 von Überlebenden des Konzentrations- und Vernichtungslagers Auschwitz-Birkenau gegründet. Es dient einerseits als Interessenvertretung seiner Mitglieder, dann aber auch zur Koordinierung der Tätigkeiten nationaler Auschwitz-Komitees (z. B. Frankreich, Polen, DDR, Bundesrepublik Deutschland) und es fördert das Gedenken an den Holocaust. Dabei wird versucht, einem neuen Rechtsextremismus vorzubeugen und seinen Anfängen persönlich entgegenzutreten. Dem IAK gehören Organisationen aus 19 Ländern an. Seit 2003 gibt es ein Koordinierungsbüro in Berlin, das von der deutschen Bundesregierung unterstützt wird.

### Internationales Lagerkomitee im KZ Buchenwald
Das Internationale Lagerkomitee Buchenwald war ein konspiratives Organ von Häftlingen des KZ Buchenwald bereits vor der Befreiung des Lagers. Nach der Befreiung entstand die Lagerarbeitsgemeinschaft Buchenwald-Dora e. V. (LAG) als Zusammenschluss deutscher politischer Häftlinge der Konzentrationslager Buchenwald, Dora und ihrer Außenlager. Sie war in der Bundesrepublik Teil der Vereinigung der Verfolgten des Naziregimes und in der DDR organisierte sie sich im Rahmen des Komitees der antifaschistischen Widerstandskämpfer. Heute gehört sie der Vereinigung der Verfolgten des Naziregimes – Bund der Antifaschistinnen und Antifaschisten (VVN-BdA) und der Internationalen Föderation der Widerstandskämpfer (FIR) an.
Erst 1990 gründeten ehemalige Dora-Häftlinge aus Frankreich, Belgien und Tschechien auf Initiative von Jacques Brun (1921–2007) das europäische Komitee Dora, Ellrich, Harzungen et Kommandos „Pour la Mémoire“ (das Wort Kommandos steht dabei für die angeschlossenen Neben- oder Außenlager). Bis 1996 war Brun Generalsekretär des Komitees, das gegründet wurde, um die Erinnerung an die im KZ Mittelbau-Dora begangenen Verbrechen international wach zu halten. 1995 initiierte Jacques Brun die Gründung des Vereins „Jugend für Dora“ und rief die Jugendlichen dazu auf, die Erinnerungsarbeit gegen das Vergessen der nationalsozialistischen Verbrechen fortzusetzen.

### Weitere Komitees
- Internationales Sachsenhausen-Komitee
- Internationales Rombergparkkomitee
- Internationales Ravensbrück-Komitee
- Lagergemeinschaft Ravensbrück/Freundeskreis e. V.
- Österreichische Lagergemeinschaft Ravensbrück & FreundInnen
- Amicale des Déportés Tatoués du 27 avril 1944 (Ankunft Auschwitz-Birkenau)[4]
- Amicale de Châteaubriant
- KZ Dachau – Das Internationale Häftlingskomitee (bereits vor der Befreiung aktiv), Comité International de Dachau, Amicale des anciens de Dachau
  - Amicale du Train Fantôme (28. Aug. 1944 Ankunft Dachau)[5]
- KZ Ebensee – Polnisches Häftlingskomitee
- Amicale du Camp de Gurs
- Amicale des Rescapés des Arbeitserziehungslager (AEL) – Arbeitserziehungslager Heddernheim
- Amicale de Mauthausen
- Amicale des Déportés et Familles de Disparus de Natzweiler-Struthof et ses Kommandos, François Faure
- Amicale Internationale KZ Neuengamme
- Amicale de Ravensbrück[6]
- Amicale des déportés de Sachsenhausen
- Amicale d'Oranienburg-Sachsenhausen[7]
- Amicale Nationale des Stalags XVIII

Lagerübergreifend wurden später Dachvereinigungen gegründet, z. B.
- Die deutsche Vereinigung der Verfolgten des Naziregimes (VVN-BdA e. V., 1947)
- Die Fédération Internationale des Résistants (FIR) (dt.: Internationale Föderation der Widerstandskämpfer) ist eine internationale Dachorganisation von Verbänden der antifaschistischen Widerstandskämpfer gegen das NS-Regime, heute Sitz in Berlin (1951)
- Die französische Fondation pour la Mémoire de la Déportation, Paris (Stiftung zur Erinnerung an die Deportation; gegr. 1990)

## Ziele am Beispiel des Schwurs von Buchenwald

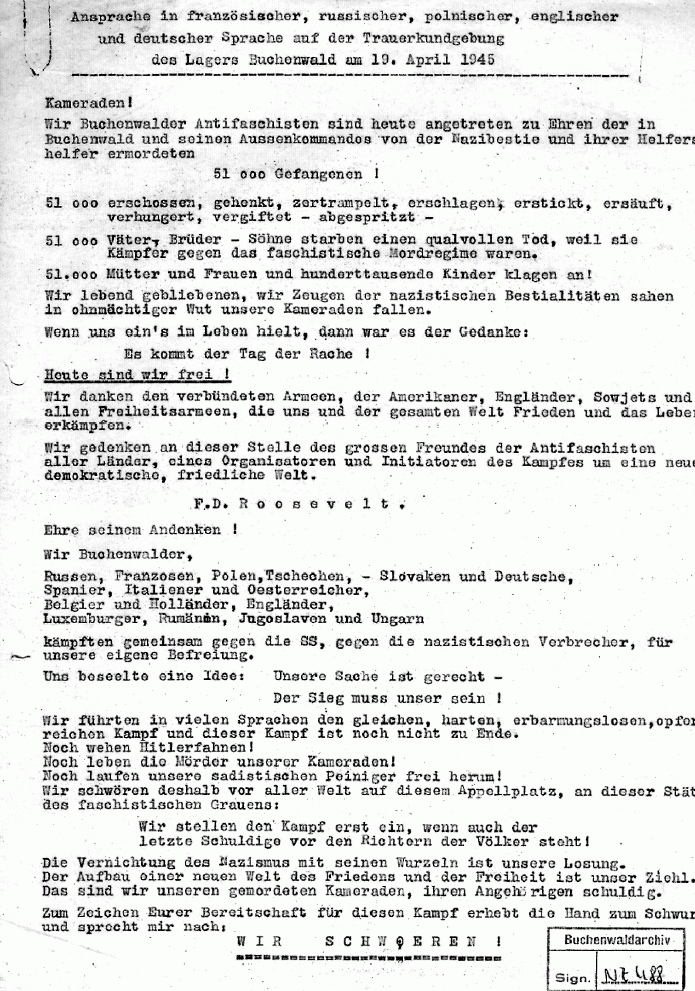
Schwur von Buchenwald

Die Kernaussage des Schwures von Buchenwald ist wohl dieser Satz:
„Wir stellen den Kampf erst ein, wenn auch der letzte Schuldige vor den Richtern der Völker steht. Die Vernichtung des Nazismus mit seinen Wurzeln ist unsere Losung. Der Aufbau einer neuen Welt des Friedens und der Freiheit ist unser Ziel. Das sind wir unseren gemordeten Kameraden und ihren Angehörigen schuldig“.
Neben diesem Ziel war vor allem die Aussage „… nie wieder Krieg“ bei fast allen Komitees wiederzufinden. Der Einsatz für friedlichen Umgang der Staaten miteinander wurde für sie sehr oft Lebensinhalt.

## Personen in der Bewegung der Häftlingsvereinigungen

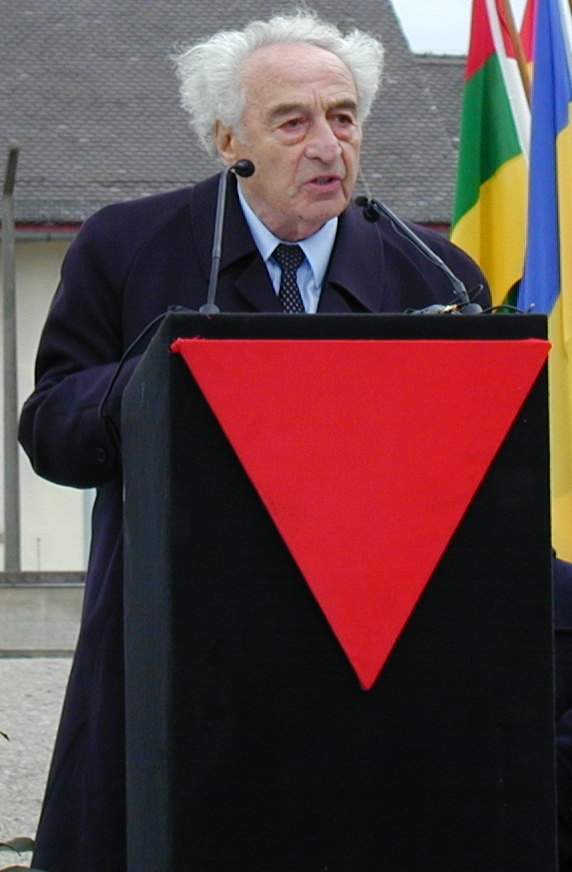
Max Mannheimer bei einer Rede im ehemaligen KZ Dachau, 5. Mai 2002

- Esther Bejarano (1924–2021), Vorsitzende des deutschen Auschwitz-Komitees, seit 2017 Vizepräsidentin des Internationalen Auschwitz-Komitees
- Jean-Aimé Dolidier (1906–1971), ein französischer Gewerkschafter und Überlebender des KZ Neuengamme. Er war Präsident der Amicale Internationale de Neuengamme und gehörte auch der Denkmalskommission an, die dort 1953 die Aufstellung einer ersten Gedenksäule initiierte.
- Roman Kent, Präsident des Internationalen Auschwitz-Komitees
- Hermann Langbein (1912–1995), ein österreichischer Widerstandskämpfer gegen den Nationalsozialismus und Historiker. In verschiedenen Konzentrationslagern gehörte Langbein der Leitung der internationalen Widerstandsbewegung an. Nach 1945 war er Generalsekretär des Internationalen Auschwitzkomitee und später Sekretär des „Comité International des Camps“. Mitte der 1960er Jahre hatte er neben Fritz Bauer wesentlichen Anteil am Zustandekommen der Frankfurter Auschwitz-Prozesse.
- Edmond Michelet, 1962 bis 1964 Präsident des Europäischen Dokumentations- und Informationszentrums (CEDI) und unter De Gaulle u. a. Ministre des Anciens combattants (Minister für Angelegenheiten der Veteranen)
- Oskar Müller, Lagerältester in Dachau, später erster Arbeitsminister in Hessen
- Harry Naujoks (1901–1983) – Lagerältester und Chronist des KZ Sachsenhausen.[8]
- Marie-Claude Vaillant-Couturier (Birkenau)

## Generationenwechsel
War es das Anliegen der Komitees und Vereinigungen von ihrer Gründung an, die Mahnung gegen Krieg und Versklavung an die folgenden Generationen weiterzugeben, kamen die überlebenden Häftlinge und deren nächsten Angehörige im Laufe der Jahrzehnte durch das weitere Altwerden und Sterben der Mitgliedschaft vor die Aufgabe, eine Lösung dafür zu finden, die nicht an die damals Überlebenden persönlich gebunden ist. Viele der Vereinigungen haben deshalb ihre Satzungen so erweitert oder verändert, dass im Rahmen des Generationenwechsels Leitungsaufgaben auch von Jüngeren oder von Institutionen übernommen werden dürfen. Ein Beispiel dafür ist die französische Fondation pour la Mémoire de la Déportation („Stiftung zur Erinnerung an die Deportation“, gegründet 1990) unter der Schirmherrschaft des jeweiligen Staatspräsidenten.
Die deutschen und österreichischen Lagergemeinschaften (Auschwitz, Bergen-Belsen, Buchenwald, Dachau, Mauthausen, Moringen, Neuengamme, Ravensbrück, Sachsenhausen, Sachsenburg) sind in einem informellen Netzwerk (ohne Vereinsstruktur) zusammengeschlossen und treten seit dem Jahre 2019 mit der eigenen Webseite an die Öffentlichkeit.